# Championnats du monde de descente de canoë-kayak 2021
Navigation
Édition précédente Édition suivante
Les championnats du monde de descente de canoë-kayak 2021, trente-septième édition des championnats du monde de descente en canoë-kayak, ont lieu du 22 septembre au 26 septembre 2021 à Bratislava, en Slovaquie.
Par rapport au précédent programme, les épreuves de C2 femmes et C2 par équipe hommes ont été supprimés.

## Résultats

### K1
| Épreuves          | Or                                                        | Argent                                                         | Bronze                                            |
| ----------------- | --------------------------------------------------------- | -------------------------------------------------------------- | ------------------------------------------------- |
| Individuel femmes | Lise Vinet (FRA)                                          | Tereza Kneblova (CZE)                                          | Jil-Sophie Eckert (GER)                           |
| Individuel hommes | Nejc Žnidarčič (SVN)                                      | Luca Barone (FRA)                                              | Maxence Barouh (FRA)                              |
| Par équipe femmes | Tchéquie Barbora Dimovová Marie Němcová Tereza Kneblova   | Allemagne Christina Massini Elisabeth Kostle Jil-Sophie Eckert | France Pauline Freslon Lise Vinet Phénicia Dupras |
| Par équipe hommes | Allemagne Bjoern Beerschwenger Yannic Lemmen Till Fengler | France Luca Barone Maxence Barouh Hugues Moret                 | Slovénie Nejc Žnidarčič Anže Urankar Simon Oven   |

### C1
| Épreuves          | Or                                                   | Argent                                                | Bronze                                                       |
| ----------------- | ---------------------------------------------------- | ----------------------------------------------------- | ------------------------------------------------------------ |
| Individuel femmes | Cecilia Panato (ITA)                                 | Tereza Kneblova (CZE)                                 | Martina Satková (CZE)                                        |
| Individuel hommes | Ondřej Rolenc (CZE)                                  | Quentin Dazeur (FRA) Charles Ferrion (FRA)            | Médaille non attribuée                                       |
| Par équipe femmes | France Elsa Gaubert Laura Fontaine Hélène Raguénès   | non attribuées                                        | non attribuées                                               |
| Par équipe hommes | France Nicolas Sauteur Etienne Klatt Charles Ferrion | Tchéquie Ondřej Rolenc Vladimír Slanina Antonin Hales | Italie Giacomo Bianchetti Tommaso Mapelli Mattia Quintarelli |

### C2
| Épreuves           | Or | Argent                                                                                   | Bronze                              |
| ------------------ | --- | ---------------------------------------------------------------------------------------- | ----------------------------------- |
| Hommes             | Tchéquie Daniel Suchánek Ondřej Rolenc                                                                   | France Stéphane Santamaria Quentin Dazeur                                                | France Pierre Troubady Hugues Moret |
| Par équipes hommes | France Pierre Troubady/Hugues Moret Ancelin Gourjault/Nicolas Sauteur Stéphane Santamaria/Quentin Dazeur | Tchéquie Daniel Suchánek/Ondřej Rolenc Marek Rygel/Petr Veselý Lukas Tomek/Michal Sramek | non attribuée                       |

## Tableau des médailles
| Rang  | Nation    | Or | Argent | Bronze | Total |
| ----- | --------- | -- | ------ | ------ | ----- |
| 1     | France    | 4  | 5      | 3      | 12    |
| 2     | Tchéquie  | 3  | 4      | 1      | 8     |
| 3     | Allemagne | 1  | 1      | 1      | 3     |
| 4     | Italie    | 1  | 0      | 1      | 2     |
| 4     | Slovénie  | 1  | 0      | 1      | 2     |
| Total | Total     | 10 | 10     | 7      | 27    |